# Kisgejőc
Kisgejőc (ukránul: Малі Геївці [Mali Hejivci]) falu Ukrajnában, Kárpátalján, az Ungvári járásban.

## Fekvése
Ungvártól 18 km-re délre, a Latorca folyó jobb oldalán fekszik.

## Története
1394-ben „Geyeuch” néven említik először.
A 18. század végén Vályi András így ír róla: „GEJŐTZ. Nagy, és Kis Gejötz. Magyar faluk Ungvár Vármegyében, földes Urai külömbféle Urak, lakosai katolikusok, többen reformátusok, fekszenek Ráthoz közel, ’s ennek filiáji, Latortza vize mellet, Bereg Vármegyének szomszédságában, Ungvártól két mértföldnyire, határjai gazdagok, réttyei, legelőjök, fájok elég, ’s vagyonnyaiknak eladásokra jó alkalmatosságok lévén, első Osztálybéli.”
Református temploma 1806-ban épült, 1844-ben romantikus stílusban átépítették.
Fényes Elek 1851-ben kiadott geográfiai szótárában így ír a faluról: „Kis-Gejőcz, magyar falu, Ungh vmegyében, Unghvárhoz délre 1 3/4 mfldnyire: 204 romai, 72 görög kath., 455 ref., 42 zsidó lak., ref. anyaszentegyházzal. Földje jó. Erdeje sok és makkot adó. F. u. többen.”
A trianoni békéig Ung vármegye Ungvári járásához tartozott. Ekkor Csehszlovákiához csatolták. 1938–44 között visszakerült Magyarországhoz.
1945-ben Szovjetunióhoz csatolták a települést. 1991 óta Ukrajna része. 2020-ig Nagygejőchöz tartozott.

## Családok
Egry, Pankotay, (nemes) Ladányi, (nemes) Jávorszky, nemes Benkő, Resko, Darányi, Burok, Belenszky, Ráczkövy, nemes Ritok, Nagy, Kiss, nemes László, Bartók, nemes Diószeghy, nemes Fegyverneky, Beregi.
A Benkő család címeres nemes levelét II. Ferdinándtól kapta 1619-ben és Ung megyében hirdették ki. A Fegyverneky család első őse, Fegyverneky Izsák 1568-ban szerepel. Ez a régi nemes család Pest és Nógrád megye birtokos nemesei közé tartozott. A Pankotay család címeres nemes levelét II. Ferdinándtól kapta 1559. november 27-én.

## Lakossága
- 1910-ben 937, túlnyomórészt magyar lakosa volt
- 2001-ben 760 fő, ebből 696 magyar (92%)
- 2005-ben 736 lakosából 704 (95%) a magyar

## Híres emberek
Kisgejőcön született
- Egry Ferenc, a 19-20. század egyik leghíresebb magyar harangöntője. Még Ausztráliában is találtak az ő öntödéjéből származó harangot.
- Darányi Lajos (1905-1971) sárospataki lelkész, a Tiszáninneni Református Egyházkerület püspöke, korának kiváló igehirdetője.
- 1949. február 27-én Zselicki József költő.

Kisgejőcön élt
- Cipő, a Republic könnyűzenei együttes énekese (1965 és 1966 között).